# Калда, Янек
Янек Калда (эст. Janek Kalda; 13 сентября 1978, Выхма, Вильяндимаа) — эстонский футболист, выступавший на всех позициях в поле, преимущественно на позиции правого защитника.

## Биография
Начал заниматься футболом в Выхме в 9-летнем возрасте, однако к моменту окончания школы на несколько лет приостановил занятия. В 18-летнем возрасте тренер «Тулевика» (Вильянди) Айвар Лиллевере вернул Калду в футбол, пригласив его в свой клуб. Во взрослом футболе начинал играть в низших лигах Эстонии, в том числе в первой лиге за клубы «Валга», «Вильянди», «Элва».
В 2002 году перешёл в «Тулевик», дебютный матч в высшей лиге сыграл 31 марта 2002 года против «Левадии Маарду». В первом сезоне не был основным игроком клуба, сыграв всего 3 матча, и большую часть сезона провёл в первой лиге в составе «Элвы». С 2003 года закрепился в основе «Тулевика». В 2006 году стал лучшим бомбардиром клуба (7 голов).
В 2007 году перешёл в таллинскую «Флору», провёл в клубе один сезон, сыграв 22 матча. Серебряный призёр чемпионата Эстонии 2007 года. В дальнейшем снова играл за «Тулевик», а также за «Пайде ЛМ». В конце карьеры провёл полтора сезона в низших лигах Норвегии в клубе «Фрёйя».
Всего в высшем дивизионе Эстонии сыграл 173 матча и забил 16 голов.

## Достижения
- Серебряный призёр чемпионата Эстонии: 2007